# Atelofobia
Atelofobia (in greco ατελής?, atelès, "imperfetto, incompleto" e φόβος, phóbos, "paura") è la paura di non sentirsi all'altezza, di essere imperfetti o di usare parole improprie. L'atelofobia è classificata come un disturbo d'ansia, che influenza le relazioni personali e che si traduce in un costante senso di inadeguatezza. Fa credere che tutto ciò che si fa o dice sia sbagliato.
Come ogni altra ansia o disordine, l'atelofobia può svilupparsi in persone che hanno vissuto eventi drammatici. Di solito questi eventi aumentano l'insicurezza e inducono a incolpare sé stessi del proprio fallimento. Questo disturbo, nella maggior parte degli individui, viene scatenato da traumi o problemi legati al periodo adolescenziale. In altri casi può essere una fonte esterna a convincerli di essere imperfetti e sbagliati. Nell'individuo atelofobico, qualsiasi situazione stressante o angosciosa innesca una paura che porta a un comportamento definito di 'lotta o fuga'.

## Sintomi
I sintomi dell'atelofobia possono essere mentali, emotivi o psichici. La gravità dei sintomi varia da paziente a paziente. L'atelofobia è un disturbo di origine cerebrale, i problemi nascono nella mente ma è il corpo che reagendo li trasforma in sintomi fisici, ad esempio la sudorazione.

### Sintomi mentali
- Difficoltà a pensare altro all'infuori della paura
- Sentimenti di irrealtà o di essere distaccati da sé stessi
- Paura di svenire
- Visione pessimistica sul risultato di una situazione ancora non avvenuta
- Bassa autostima
- Estrema delusione se non si riesce in qualcosa

### Sintomi emotivi
- Preoccupazione costante sulle attività in programma
- Una paura esageratamente opprimente
- Emozioni negative come rabbia, tristezza, senso di colpa e dolore
- Il desiderio di abbandonare improvvisamente la situazione

### Sintomi fisici
- Nausea
- Attacchi di panico
- Vertigine
- Battito cardiaco accelerato
- Dolori al torace
- Vampate di calore o di freddo
- Intorpidimento o formicolio
- Tremore o agitazione
- Perdita del respiro
- Insonnia
- Aumento della tensione muscolare

- Inquietudine costante
- Per diagnosticare un'atelofobia, è importante osservare la reazione del paziente al fallimento.[3][4] Questi sintomi possono portare a depressione, disturbi alimentari, suicidio.